# Étourneau de Rothschild
Leucopsar rothschildi
Pour les articles homonymes, voir Rothschild.
Genre
Espèce
Statut de conservation UICN

 CR B1ab(v);C2a(i,ii);D : 
En danger critique
Statut CITES
L'Étourneau de Rothschild (Leucopsar rothschildi), également connu sous les noms de Martin de Rothschil, Étourneau de Bali ou Bali starling est une espèce de passereaux de la famille des Sturnidae en voie d'extinction. Espèce endémique de Bali, dont il est un emblème et où il figure sur des monnaies, il fut découvert en 1910 par le baron Walter de Rothschild, banquier et zoologiste.

## Description
C'est un oiseau d'une longueur d'environ 25 cm pour un poids de 70 à 115 g, apparenté aux mainates. Il est entièrement blanc, à l'exception de la pointe des ailes et la queue qui sont noirs. Il possède également une huppe. Le tour de son œil est nu et laisse apparaître une peau de couleur bleue. La femelle est un peu plus petite que le mâle et sa huppe est plus courte.

## Comportement
Dans son habitat naturel, l'Étourneau de Rothschild est peu visible. Il se réfugie au sommet des arbres. Contrairement aux autres espèces d'étourneau, il n'accède au niveau du sol que pour boire. Il s'agit probablement d'une adaptation pour se prémunir contre les prédateurs.

### Alimentation
Omnivore, il se nourrit de graines, fruits et nectar de certaines fleurs, mais aussi d’insectes et autres invertébrés. Il trouve la majorité de sa nourriture dans les arbres.
C'est aussi un animal sociable, vivant en groupes sédentaires, sauf pendant les périodes de reproduction.

### Reproduction
Les couples restent ensemble tout au long de l’année et deviennent territoriaux et agressifs quand arrive l’époque de la reproduction qui coïncide généralement avec la mousson. La parade nuptiale est faite de balancements, de courbettes, de lissage de plumes et de chants. 
Le nid est aménagé dans un tronc d’arbre ou dans un ancien nid de pic. La femelle seule couve les deux ou trois œufs durant 24 jours. A la saison des pluies, fruits et chenilles abondent, constituant la principale source d’alimentation des oisillons.
Longévité d'environ 15 ans.

## Répartition
Cet oiseau est endémique du parc national de Bali occidental (Nord-ouest de Bali) dans les forêts sèches et les savanes. L'autre espèce endémique de l'île est le tigre de Bali (sous-espèce), déclarée éteinte en 1937 mais redécouverte par Victor von Plessen. 

## Systématique

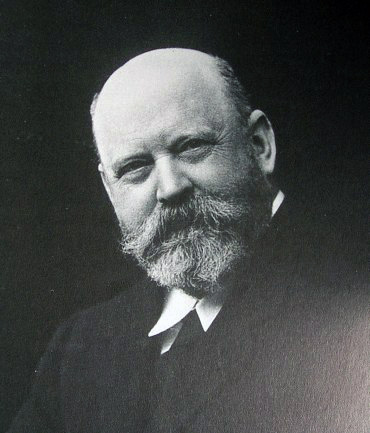
baron Walter de Rothschild

Situé dans le genre monotypique Leucospar, il se rapproche de l'Étourneau des pagodes et fait partie de la famille des sturnidés. Son nom scientifique est Leucopsar rothschildi car il fut identifié en 1910 par le baron Walter de Rothschild (1868-1937), banquier et ornithologiste britannique qui finança une importante expédition en Indonésie.

## L'Étourneau de Rothschild et l'Homme

### Danger critique d'extinction
L'Étourneau de Rothschild est en danger critique d'extinction et frôle l'extinction à l'état sauvage depuis plusieurs années selon le rapport de 2006 de BirdLife International. Il a été victime de sa grande beauté et de l'explosion du commerce des oiseaux exotiques. C'est pourquoi un programme européen d'élevage a été mis en place pour tenter de sauver l'espèce dont l'avenir n'est malgré tout pas assuré, la population en liberté (oiseaux élevés en captivité et relâchés bagués) étant estimée à moins de 200 individus. Il resterait extrêmement peu d'oiseaux nés à l'état sauvage non bagués, les derniers individus se trouvant dans le parc national de Bali Barat. Leur nombre en captivité dans le monde est estimé à un millier.
L'Étourneau de Rothschild est inscrit à l'Annexe I de la CITES et à l'annexe A du Règlement communautaire 338/97 (annexes n° 1320/2014 de la Commission du 1er décembre 2014). Cette espèce n'est généralement pas accessible aux particuliers, le commerce étant strictement réglementé. Toutefois, les aviculteurs expérimentés peuvent adhérer au programme d'élevage en captivité, ce qui leur permet de préserver cette espèce légalement.

### Symbole de la faune de Bali
En 1991, cet oiseau a été déclaré symbole de la faune de Bali, son appellation locale étant jalak bali ou bali starling.

## Galerie

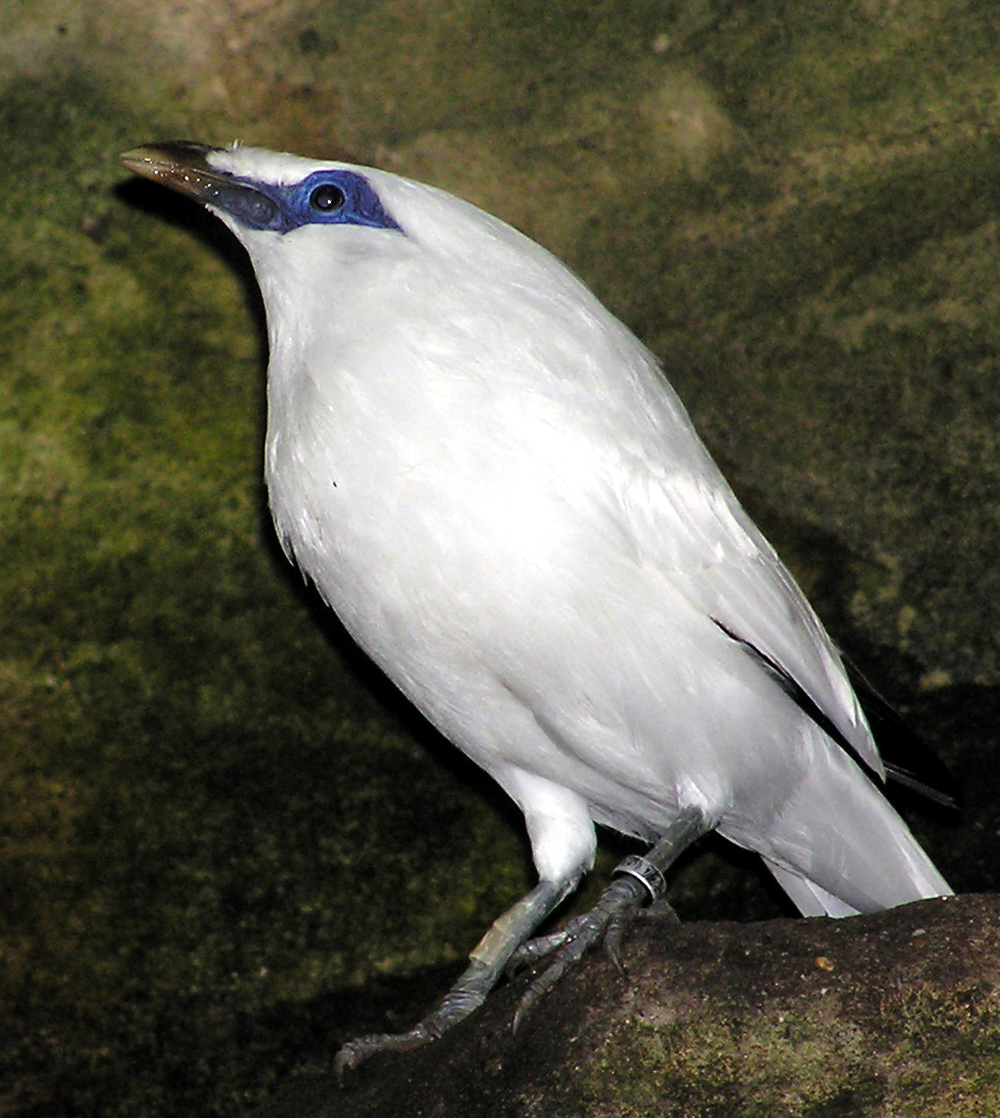
Zoo de Bristol, Angleterre
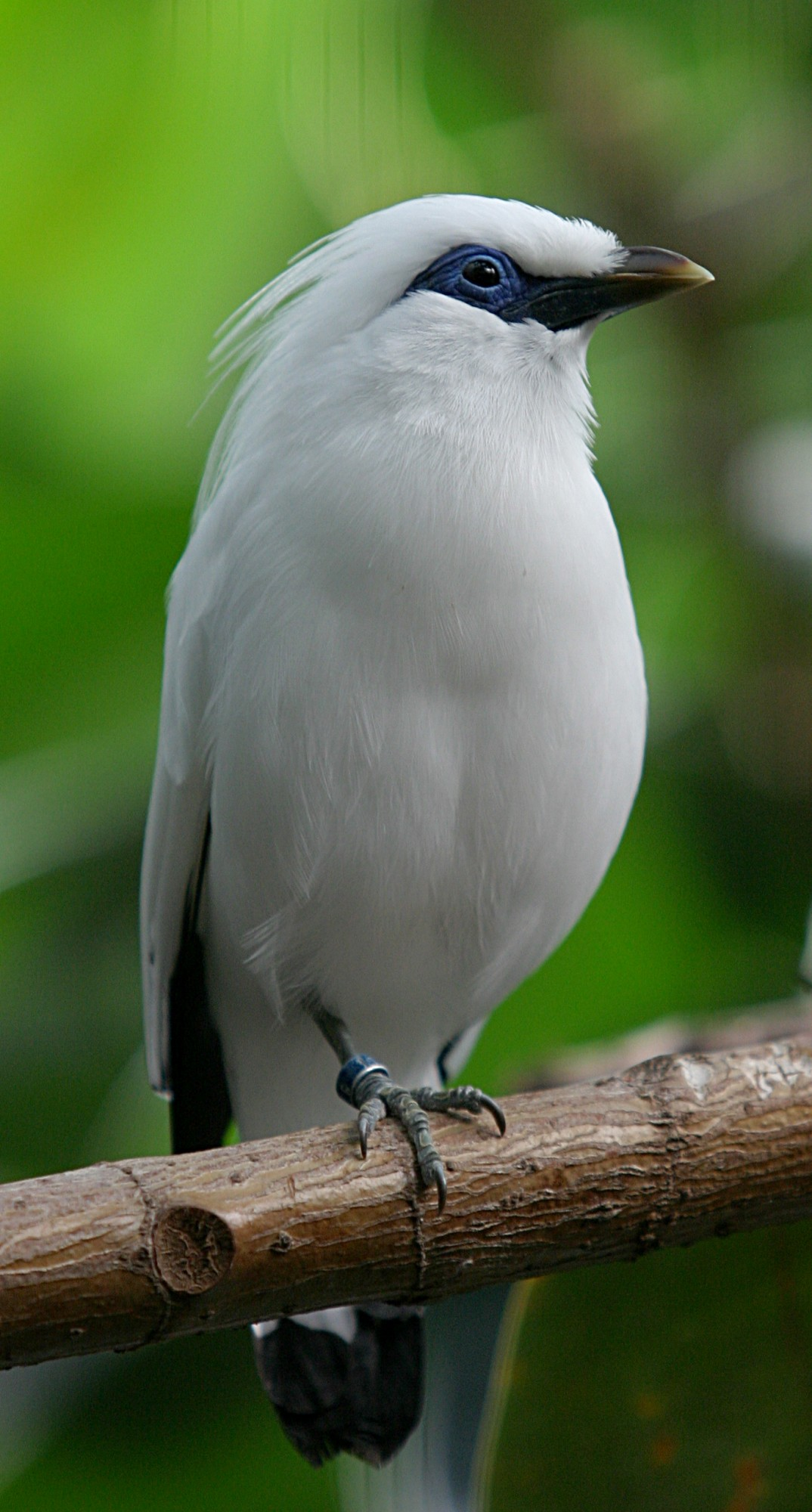
Jardin zoologique de Milwaukee
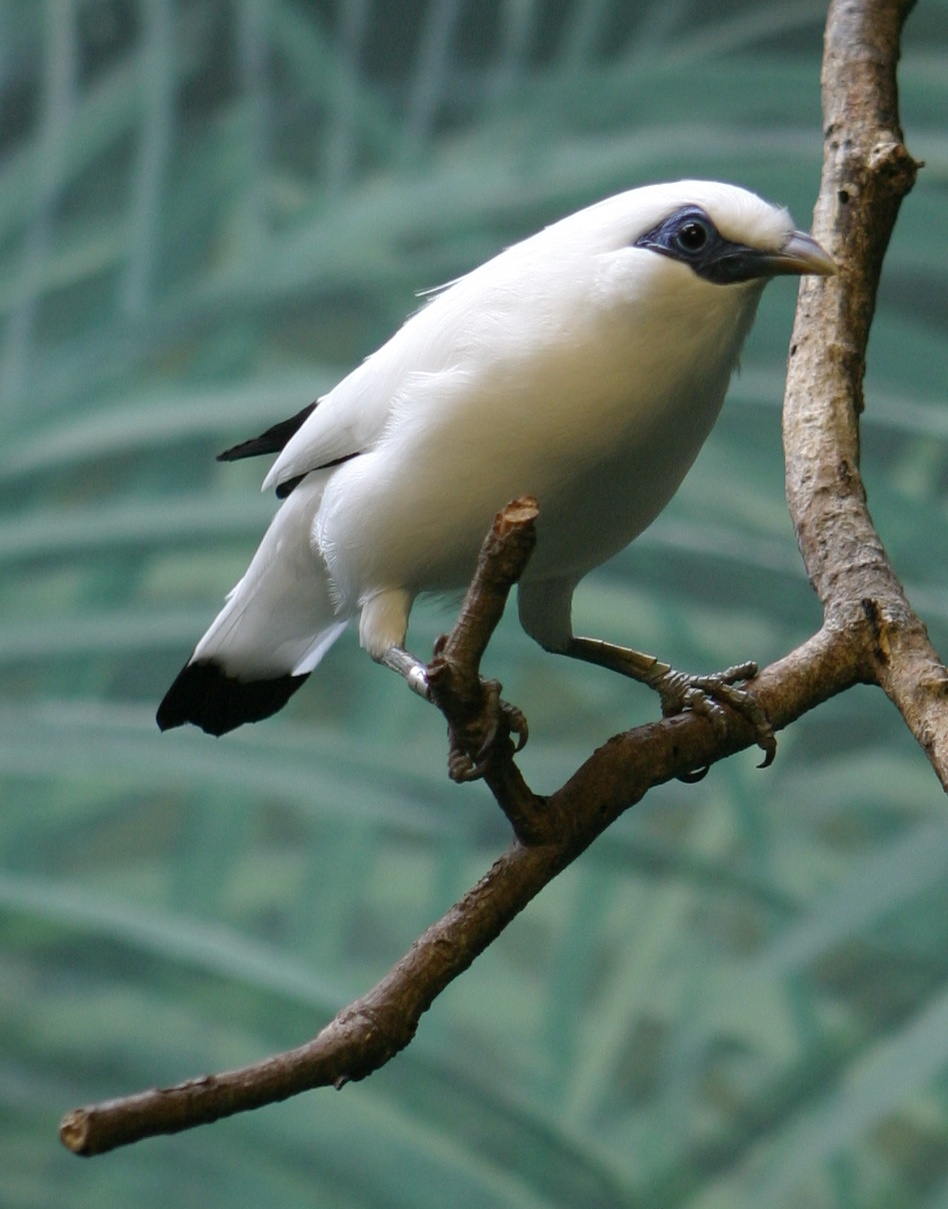
Zoo de Houston
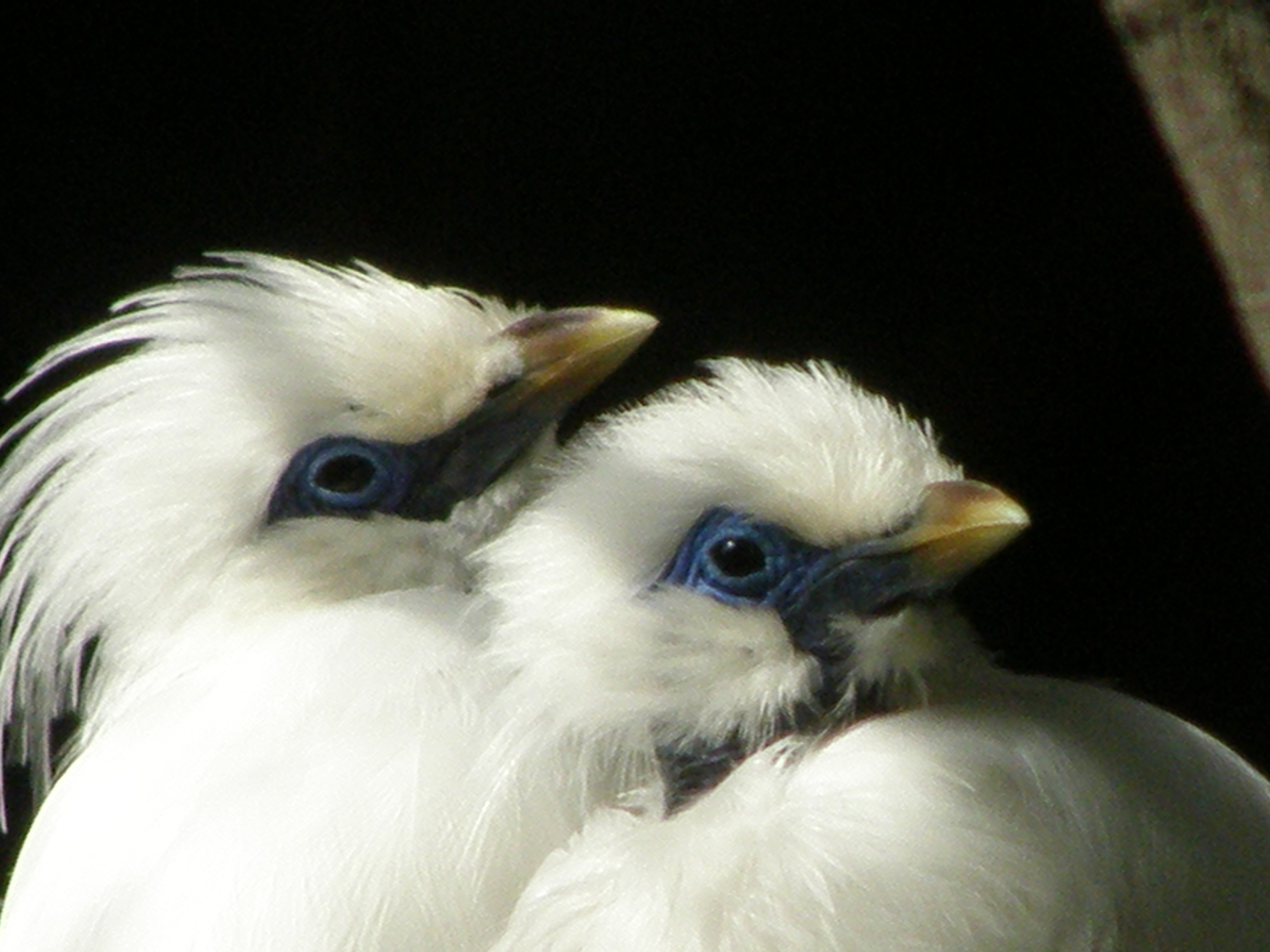
Deux oisillons
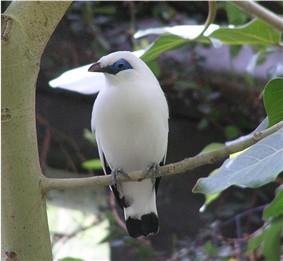
Etourneau de Bali
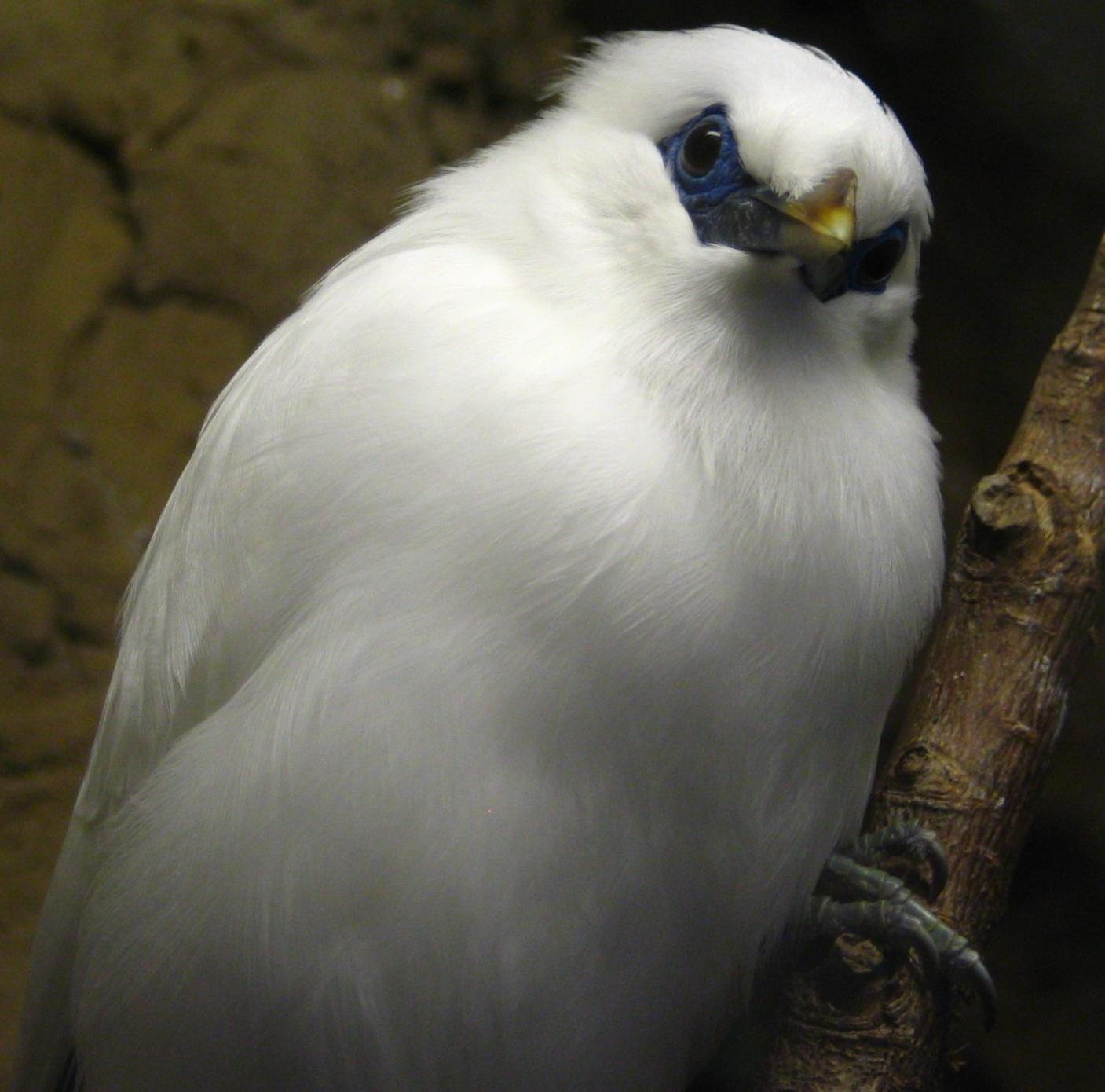
Zoo de Chattanooga (États-Unis)
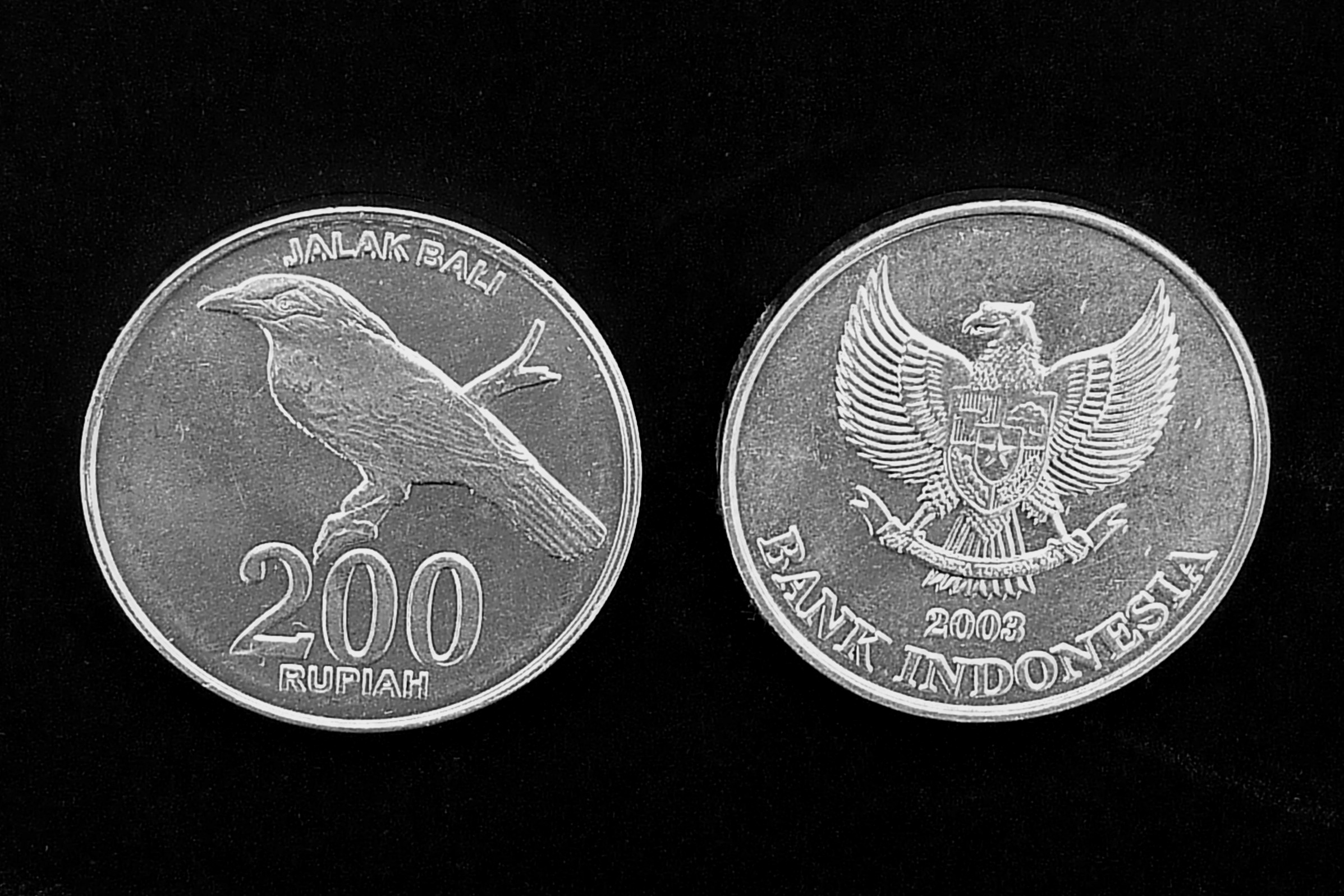
Pièce de monnaie avec Bali Mynah

## Lieux où on peut le voir
- Parc animalier et botanique de Clères, Clères (76).
- Zoo de la Palmyre, La Palmyre (17).
- ZooParc de Beauval, Saint-Aignan (41)
- Jardin Zoologique de la Citadelle de Besançon, Besançon.
- Zoo de Cologne, Cologne en Allemagne.
- Parc de Paradisio, Cambron-Casteau en Belgique.
- Ménagerie du Jardin des plantes, Paris (75).
- Zoo de Londres, Londres en Angleterre[2].
- Zoo de Varsovie en Pologne.
- Artis, Zoo de Amsterdam aux Pays-Bas.
- Jardim Zoológico de Lisboa, Lisbonne au Portugal.
- Volière de Hong Kong Park à Hong Kong.
- Tropiquarium de Servion, Servion en Suisse
- Zoo de La Flèche, La Flèche en France